# Stephan Groth
Stephan Leonard Groth (Odense, Dinamarca, 10 de agosto de 1971), de nombre artístico Stephan Groth, es el vocalista y fundador de la banda noruega Apoptygma Berzerk. Nació en Odense (Dinamarca), pero en 1986 se mudó con su familia a Sarpsborg (Noruega).
Es considerado, junto a Ronan Harris de VNV Nation, y a los miembros de Covenant, uno de los pioneros de la música futurepop de los años 1990 y 2000. Stephan es también miembro del grupo Fairlight Children, más orientada al pop. Apareció como artista invitado en el álbum Megiddo, del grupo Satyricon.